# Kunoy

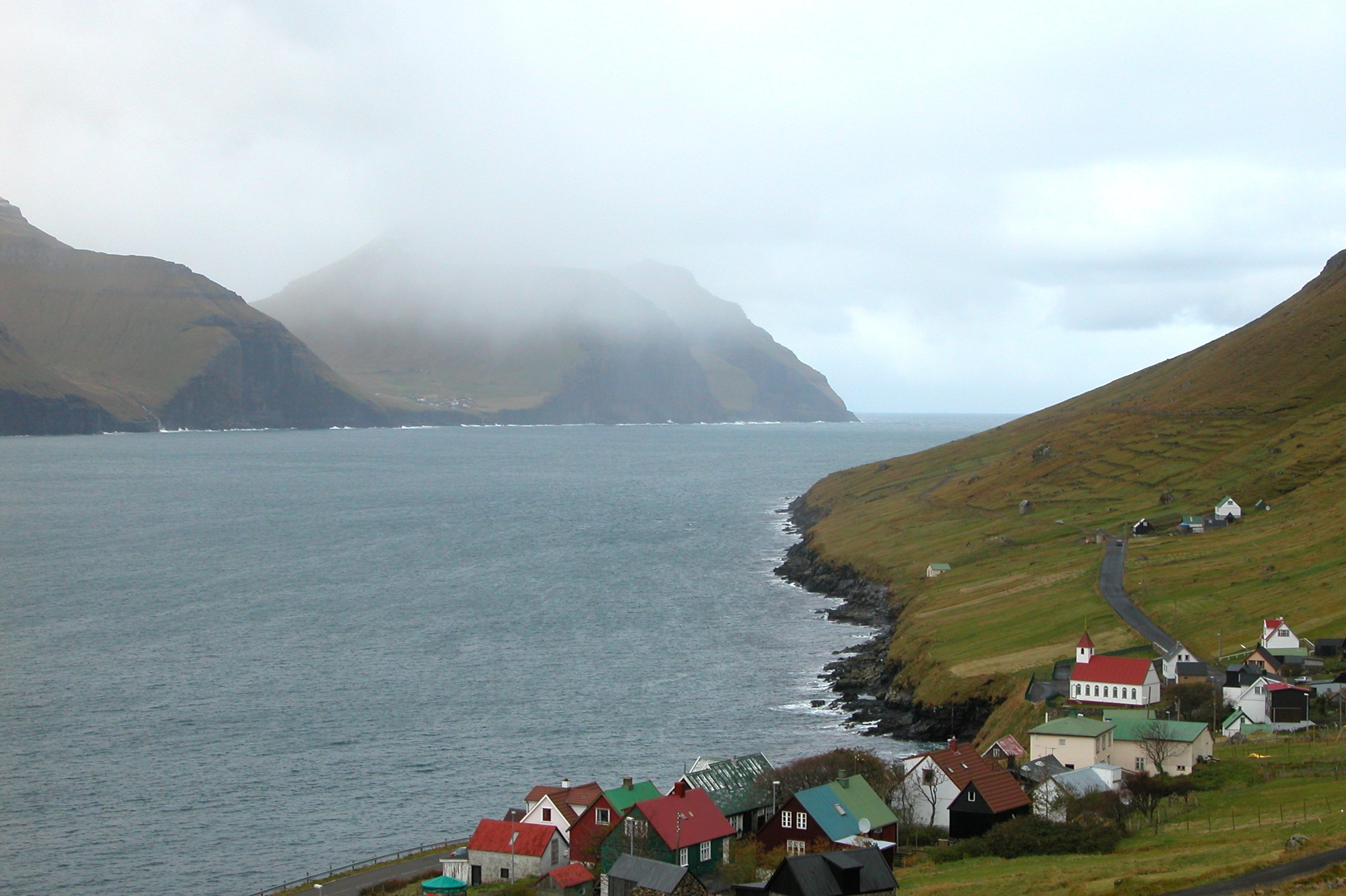
Vy över Kunoy mot havet.

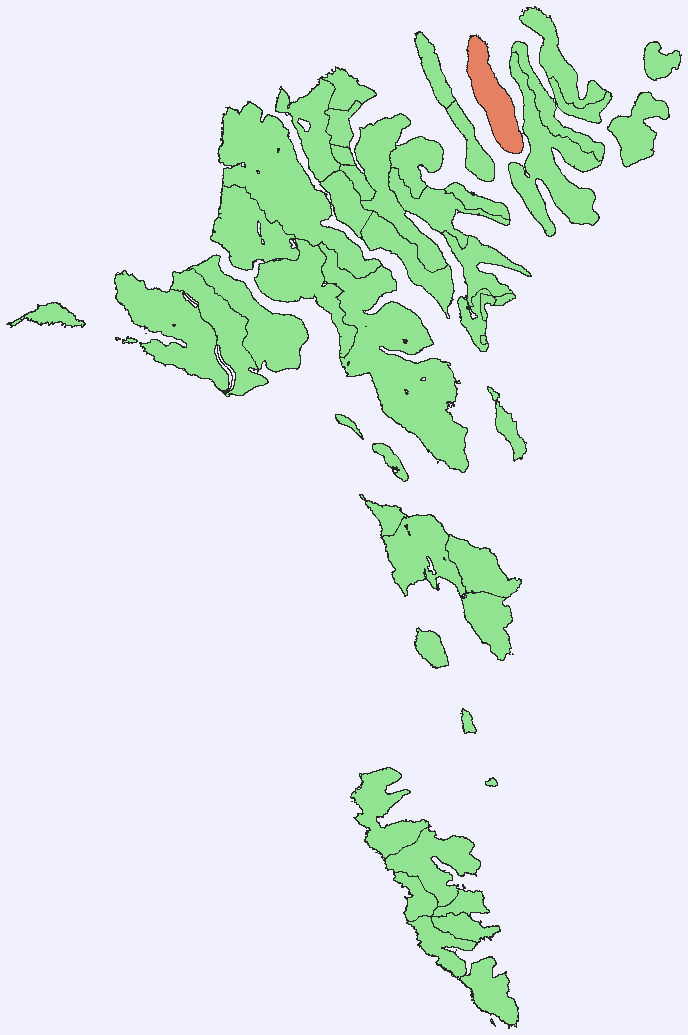
Lägeskarta.

Kunoy (danskinspirerad äldre namnform: Kunö) är en ö i norra Färöarna, en av öarna som bildar ögruppen. Kunoy ligger emellan öarna Kalsoy och Borðoy. På ön finns det två byar, Haraldssund och Kunoy. Öns totala area är 35,5 km².
En gång fanns det tre byar på ön, men den tredje byn, Skarö,  är frånflyttad efter en olycka 1913.
På julafton det året omkom sju män i arbetsför ålder i en fiskeolycka. Alla männen var från Skarö. De enda av manligt kön som fanns kvar efter olyckan var en fjortonårig pojke och en sjuttioårig man. De kvarlevande valde då att flytta till Haraldssund.
På ön finns flera höga berg, bland annat Kúvingafjall (830 meter), Havnartindur (820 meter), Kunoyarnakkur (820 meter) och Urðafjall (817 meter). 
Kommunen Kunoyar kommuna ligger på ön och byn Kunoy är huvudorten. I kommunen bor det 134 personer (2002).